# Harry Primrose, VI conte di Rosebery
Albert Edward Harry Meyer Archibald Primrose, VI conte di Rosebery (8 gennaio 1882 – 31 maggio 1974) è stato un politico britannico.

## Biografia
Era il figlio di Archibald Philip Primrose, V conte di Rosebery, primo ministro del Regno Unito (1894-1895), e di sua moglie, Hannah de Rothschild. Frequentò Eton College e il Royal Military College di Sandhurst.

## Carriera

### Carriera militare
Entrò nelle Grenadier Guards come sottotenente il 12 febbraio 1902. Nel corso della prima guerra mondiale, servì in Francia (1914-1917) come comandante e aiutante di campo del generale Allenby e successivamente in Palestina come suo segretario militare. Suo fratello Neil venne ucciso in Palestina.

### Carriera politica
Iniziò la sua carriera politica come deputato liberale dell'Edinburghshire, una contea, meglio conosciuta con il suo nome moderno di Midlothian, dove i Rosebery erano stati a lungo i proprietari terrieri di spicco. Si ritirò dalla Camera dei comuni nel gennaio 1910. 
Entrò nella Camera dei lord alla morte del padre nel 1929. Lo stesso anno fu nominato lord luogotenente di Midlothian. Nel febbraio 1941, durante la seconda guerra mondiale, fu nominato commissario regionale per difesa civile in Scozia. 
Ricoprì la carica di membro del consiglio della Corona e di segretario di Stato per la Scozia.

## Matrimoni
Sposò in prime nozze, il 15 aprile 1909, lady Dorothy Alice Margaret Augusta Grosvenor (22 agosto 1890-11 gennaio 1966), figlia di Lord Henry George Grosvenor. Ebbero due figli:
- Archibald Ronald Primrose, Lord Dalmeny (1 agosto 1910-11 novembre 1931);
- lady Helen Dorothy Primrose (1913-16 ottobre 1998), sposò Hugh Smith, ebbero due figli.

La coppia divorziò nel 1919.
Sposò in seconde nozze, il 24 giugno 1924, Eva Isabel Marion Bruce (17 giugno 1892-29 gennaio 1987), figlia di Henry Bruce, II barone Aberdare. Ebbero un figlio:
- Neil Primrose, VII conte di Rosebery (11 febbraio 1929).

## Morte
Morì nel 1974, all'età di 92 anni.

## Ascendenza
|                                            |                             |                                                 | Genitori                                    |  |  | Nonni |  |  | Bisnonni                                    |  |  | Trisnonni                                |  |
|                                            |                             |                                                 |                                             |  |  |       |  |  | 8. Archibald Primrose, IV conte di Rosebery |  |  | 16. Neil Primrose, III conte di Rosebery |  |
|                                            |                             |                                                 |                                             |  |  |       |  |  | 8. Archibald Primrose, IV conte di Rosebery |  |  | 16. Neil Primrose, III conte di Rosebery |  |
|                                            |                             | 17. Mary Vincent                                |                                             |  |  |       |  |  | 8. Archibald Primrose, IV conte di Rosebery |  |  |                                          |  |
| 4. Archibald Primrose, lord Dalmeny        |                             |                                                 |                                             |  |  |       |  |  | 8. Archibald Primrose, IV conte di Rosebery |  |  |                                          |  |
|                                            |                             | 9. Harriet Bouverie                             | 18. Bartholomew Bouverie                    |  |  |       |  |  |                                             |  |  |                                          |  |
|                                            |                             | 9. Harriet Bouverie                             | 18. Bartholomew Bouverie                    |  |  |       |  |  |                                             |  |  |                                          |  |
|                                            |                             | 9. Harriet Bouverie                             | 19. Mary Wyndham Arundell                   |  |  |       |  |  |                                             |  |  |                                          |  |
| 2. Archibald Primrose, V conte di Rosebery |                             | 9. Harriet Bouverie                             |                                             |  |  |       |  |  |                                             |  |  |                                          |  |
|                                            |                             | 10. Philip Henry Stanhope, IV conte di Stanhope | 20. Charles Stanhope, III conte di Stanhope |  |  |       |  |  |                                             |  |  |                                          |  |
|                                            |                             | 10. Philip Henry Stanhope, IV conte di Stanhope | 20. Charles Stanhope, III conte di Stanhope |  |  |       |  |  |                                             |  |  |                                          |  |
|                                            |                             | 10. Philip Henry Stanhope, IV conte di Stanhope | 21. Louisa Grenville                        |  |  |       |  |  |                                             |  |  |                                          |  |
| 5. Wilhelmina Stanhope                     |                             | 10. Philip Henry Stanhope, IV conte di Stanhope |                                             |  |  |       |  |  |                                             |  |  |                                          |  |
|                                            |                             | 11. Catherine Lucy Smith                        | 22. Robert Smith, I barone Carrington       |  |  |       |  |  |                                             |  |  |                                          |  |
|                                            |                             | 11. Catherine Lucy Smith                        | 22. Robert Smith, I barone Carrington       |  |  |       |  |  |                                             |  |  |                                          |  |
|                                            |                             | 11. Catherine Lucy Smith                        | 23. Anne Boldero-Barnard                    |  |  |       |  |  |                                             |  |  |                                          |  |
| 1. Harry Primrose, VI conte di Rosebery    |                             | 11. Catherine Lucy Smith                        |                                             |  |  |       |  |  |                                             |  |  |                                          |  |
|                                            | 12. Nathan Mayer Rothschild | 24. Mayer Amschel Rothschild                    |                                             |  |  |       |  |  |                                             |  |  |                                          |  |
|                                            | 12. Nathan Mayer Rothschild | 24. Mayer Amschel Rothschild                    |                                             |  |  |       |  |  |                                             |  |  |                                          |  |
|                                            | 12. Nathan Mayer Rothschild | 25. Gutle Schnapper                             |                                             |  |  |       |  |  |                                             |  |  |                                          |  |
| 6. Mayer Amschel de Rothschild             | 12. Nathan Mayer Rothschild |                                                 |                                             |  |  |       |  |  |                                             |  |  |                                          |  |
|                                            |                             | 13. Hannah Cohen                                | 26. Levy Barent Cohen                       |  |  |       |  |  |                                             |  |  |                                          |  |
|                                            |                             | 13. Hannah Cohen                                | 26. Levy Barent Cohen                       |  |  |       |  |  |                                             |  |  |                                          |  |
|                                            |                             | 13. Hannah Cohen                                | 27. Lydia Diamantschleifer                  |  |  |       |  |  |                                             |  |  |                                          |  |
| 3. Hannah de Rothschild                    |                             | 13. Hannah Cohen                                |                                             |  |  |       |  |  |                                             |  |  |                                          |  |
|                                            |                             | 14. Isaac Cohen                                 | 28. Levy Barent Cohen (= 26.)               |  |  |       |  |  |                                             |  |  |                                          |  |
|                                            |                             | 14. Isaac Cohen                                 | 28. Levy Barent Cohen (= 26.)               |  |  |       |  |  |                                             |  |  |                                          |  |
|                                            |                             | 14. Isaac Cohen                                 | 29. Lydia Diamantschleifer (= 27.)          |  |  |       |  |  |                                             |  |  |                                          |  |
| 7. Juliana Cohen                           |                             | 14. Isaac Cohen                                 |                                             |  |  |       |  |  |                                             |  |  |                                          |  |
|                                            |                             | 15. Sarah Samuel                                | 30. Phineas Samuel                          |  |  |       |  |  |                                             |  |  |                                          |  |
|                                            |                             | 15. Sarah Samuel                                | 30. Phineas Samuel                          |  |  |       |  |  |                                             |  |  |                                          |  |
|                                            |                             | 15. Sarah Samuel                                | 31. Katherine Jacobs                        |  |  |       |  |  |                                             |  |  |                                          |  |
|                                            |                             | 15. Sarah Samuel                                |                                             |  |  |       |  |  |                                             |  |  |                                          |  |